# Georg Marco
Georg Marco (* 29. November 1863 in Czernowitz; † 29. August 1923 in Wien) war ein österreichischer Schachspieler und -publizist.

## Leben
Nachdem Marco in Wien ansässig geworden war, beteiligte er sich rege am Wiener Schachleben. Erfolge in Schachcafés und Klubs erhöhten sein Ansehen dermaßen, dass er sich auch an internationalen Turnieren beteiligte: unter anderem wurde er in Dresden 1892 Vierter, in Wien 1895 Erster (sein bestes Resultat), in Wien 1897 Dritter, in Monte-Carlo 1903 Fünfter, in Wien 1903 Dritter, in Moskau 1907 geteilter Zweiter bis Dritter, in Stockholm 1912 Dritter.
Marco remisierte jeweils in Wien zwei Wettkämpfe mit Carl Schlechter: 1893 (+0 =10 −0) und 1894 (+4 =3 −4). Er gewann 1901 in Karlsbad gegen Adolf Albin mit 6:4 (+4 =4 −2). Während der Atlantik-Überfahrt vom Turnier in Cambridge Springs 1904 zurück nach Europa spielte er auf dem Steamer Pretoria einen Thema-Wettkampf (abgelehntes Königsgambit) gegen Dawid Janowski, den er 2:4 (+2 =0 −4) verlor.
Seine beste historische Elo-Zahl von 2673 erreichte er im Juni 1906. Zu dieser Zeit zählte er zu den zehn besten Spielern der Welt.
Marco galt wegen seines sehr soliden Spielstils als Remismeister. Wegen seiner Körperfülle wurde er auch scherzhaft „Groß-, Dick- und Breitmeister“ genannt.
Sehr bekannt wurde er der Schachwelt vor allem aber als Publizist. Er gab Turnierbücher heraus zu den Turnieren Wien 1903 und 1908, Ostende 1906, Karlsbad 1907, Baden bei Wien 1914 u. a. Zum Wettkampf Lasker-Tarrasch 1908 gab er ein Wettkampfbuch heraus. Im Jahr 1924 erschien postum ein von ihm gemeinsam mit E. Mazel verfasstes Buch zur Schachkomposition: Meister des Problems, Wien 1924. Er verfasste auch selbst einige Schachaufgaben. 
Bis zu seinem Tod fungierte er als Sekretär des Wiener Schachklubs. Von 1898 bis 1914 war Marco außerdem Chefredakteur der renommierten Wiener Schachzeitung. In der Wochenzeitschrift Das Interessante Blatt redigierte er eine Schachspalte.

## Partien
- Tarrasch – Marco, Dresden 1892